# Tanamarina
Tanamarina è una città e comune del Madagascar situata nel distretto di Ikalamavony, regione di Haute Matsiatra. 
La popolazione del comune rilevata nel censimento 2001 era pari a 9 700 unità.